# 中井亮作

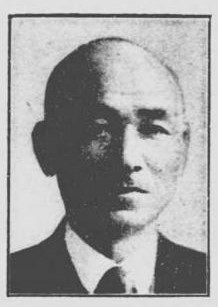
中井亮作

中井 亮作（なかい りょうさく、1885年3月10日 - 1951年8月6日）は、日本の政治家。衆議院議員（1期）。

## 経歴
熊本県出身。1911年東京帝国大学造船科卒。鉄道管理局技手、逓信局技師、手野村議、天草郡農会長、熊本県購買販売組合、同信用組合各連合会長、同森林組合連合会理事、産業組合中央金庫評議員、所得税調査委員、人事調停委員、借地借家調停委員、北天草電気(株)監査役、熊本県木材(株)取締役となる。
1942年の第21回衆議院議員総選挙では熊本2区(当時)から翼賛政治体制協議会の推薦を受けて当選する。戦後は日本自由党に入ったが、推薦議員のため公職追放となった。1951年追放解除。追放解除から間もなく死去した。